# Pavel Schmidt (aviron)
Pour l’article homonyme, voir Pavel Schmidt.
Pavel Schmidt, né le 9 février 1930 à Bratislava et mort le 14 août 2001 à Evilard en Suisse, est un rameur d'aviron tchèque.

## Biographie
Aux Jeux olympiques de 1960, Pavel Schmidt devient champion olympique en deux de couple aux côtés de Vaclav Kozak.

### Palmarès

#### Aviron aux Jeux olympiques
- 1960 à Rome,  Italie
  -  Médaille d'or en deux de couple[1]

#### Championnats d'Europe
- Médaille d'argent en deux de couple en 1959
- Médaille de bronze en deux de couple en 1959